# Euphorbia evansii
Euphorbia evansii är en törelväxtart som beskrevs av Ferdinand Albin Pax. Euphorbia evansii ingår i släktet törlar, och familjen törelväxter. Inga underarter finns listade i Catalogue of Life.

## Bildgalleri

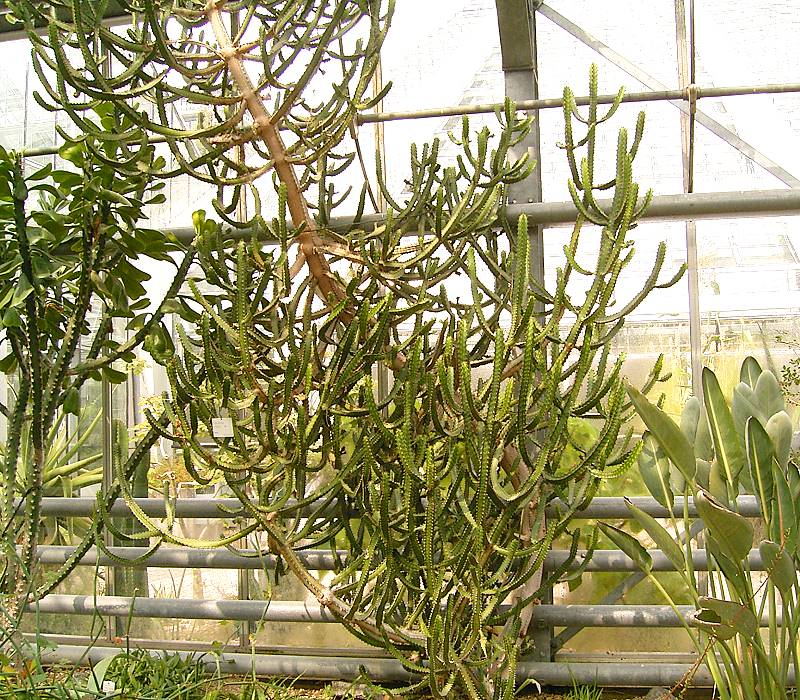